# Compton Greenfield
Compton Greenfield – osada w Anglii, w hrabstwie ceremonialnym Gloucestershire, w dystrykcie (unitary authority) South Gloucestershire. Leży 10 km na północ od miasta Bristol i 173 km na zachód od Londynu.